# Любаровка
Любаровка — деревня в Юргинском районе Кемеровской области России. Входит в состав Попереченского сельского поселения.

## География
Деревня находится в северо-западной части Кемеровской области, на левом берегу реки Прямая, на расстоянии примерно 19 км (по прямой) к югу от города Юрга, административного центра района. Абсолютная высота — 198 м над уровнем моря.

## История
Основана в 1909 году. По данным 1926 года имелось 118 хозяйств и проживало 597 человек (в основном — украинцы). В административном отношении деревня входила в состав Арлюкского сельсовета Болотнинского района Томского округа Сибирского края.

## Население
| 2010 |
| ---- |
| 156  |

Половой состав
По данным Всероссийской переписи населения 2010 года, в гендерной структуре населения мужчины составляли 48,1 %, женщины — соответственно 51,9 %.
Национальный состав
Согласно результатам переписи 2002 года, в национальной структуре населения русские составляли 87 % из 158 чел.

## Улицы
Уличная сеть деревни состоит из двух улиц: ул. Набережная и ул. Украинская.

## Известные уроженцы
- Кизюн, Николай Фадеевич (род. 1928) — советский военный деятель, генерал-полковник.